# Spirembolus chilkatensis
Spirembolus chilkatensis là một loài nhện trong họ Linyphiidae.
Loài này thuộc chi Spirembolus. Spirembolus chilkatensis được Ralph Vary Chamberlin & Wilton Ivie miêu tả năm 1947.